# Der Dativ ist dem Genitiv sein Tod
Der Dativ ist dem Genitiv sein Tod is een boek in meerdere delen van de Duitse schrijver en journalist Bastian Sick, waarin hij grammatica, spelling, spraakgebruik idioom en andere aspecten van de Duitse taal behandelt.   

## Zwiebelfisch
De boeken zijn ontstaan uit de Zwiebelfisch-columns die Bastian Sick schrijft voor het Duitse 'Spiegel Online', de webversie van 'Der Spiegel'. Na het succes van het eerste boek zijn er vier vervolgversies uitgegeven.

## Titel
De titel van de boekenreeks Der Dativ ist dem Genitiv sein Tod, wat vrij vertaald 'De datief (Derde naamval) is de genitief (Tweede naamval) zijn dood' betekent, is een verwijzing naar het verdwijnen van het gebruik van de tweede naamval in het Duits. In de titel wordt met opzet de datief in plaats van de genitief gebruikt ter illustratie van het bedoelde verschijnsel. De grammaticaal juiste titel zou zijn: Der Dativ ist des Genitivs Tod. Letterlijk vertaald 'De datief is des genitiefs dood', waarbij de genitief (Tweede naamval, des ...s) wordt gebruikt.

## Onderwijsmateriaal
De boeken en columns worden tegenwoordig ook in het Duitse onderwijs gebruikt. In de deelstaat Saarland is 'Der Dativ ist dem Genitiv sein Tod' sinds 2005 opgenomen als verplichte literatuur voor het eindexamen Duits.

## Boeken in de serie
- Der Dativ ist dem Genitiv sein Tod – Ein Wegweiser durch den Irrgarten der deutschen Sprache. Kiepenheuer und Witsch, Köln 2004, ISBN 3-462-03448-0
- Der Dativ ist dem Genitiv sein Tod, Folge 2 – Neues aus dem Irrgarten der deutschen Sprache. Kiepenheuer und Witsch, Köln 2005, ISBN 3-462-03606-8
- Der Dativ ist dem Genitiv sein Tod. Folge 3 – Noch mehr aus dem Irrgarten der deutschen Sprache. Kiepenheuer und Witsch, Köln November 2006, ISBN 3-462-03742-0
- Der Dativ ist dem Genitiv sein Tod. Folge 4 – Das Allerneueste aus dem Irrgarten der deutschen Sprache. Kiepenheuer und Witsch, Köln 2009, ISBN 3-462-04164-9
- Der Dativ ist dem Genitiv sein Tod. Folge 5. Kiepenheuer und Witsch, Köln 2013, ISBN 978-3-462-04495-9